# Merdan Gurbanow
Merdan Gurbanow (30 agosto 1991) è un calciatore turkmeno, centrocampista dell'Ahal e della nazionale turkmena.

## Carriera

### Club
Ha giocato nella prima divisione turkmena ed in quella bielorussa.

### Nazionale
Con la nazionale turkmena ha preso parte alla Coppa d'Asia 2019.